# 蒂雷爾·馬拉夏
蒂雷爾·约翰内斯·奇科·馬拉夏（荷蘭語：Tyrell Johannes Chicco Malacia；1999年8月17日—），荷蘭足球運動員，司職左後衛，現效力於英超球會曼聯。代表荷蘭國家足球隊參加國際比賽。
馬拉夏在荷蘭出生，父親是库拉索人，母親是蘇里南人。

## 俱樂部生涯
馬拉夏出生於鹿特丹並在這裡長大，2008年，年僅9歲的他加入了費耶諾德的Varkenoord青訓學院。之後他在飛燕諾青訓體系中不斷晉升，2015年簽下第一份職業合同。 2017-18賽季初就被正式提拔到一線隊。在飛燕諾2-1擊敗那不勒斯的歐冠比賽中上演首秀而且踢滿90分鐘。一周之後，他又在1-1戰平海倫芬的比賽中完成荷甲首秀。

## 國家隊生涯
馬拉夏加入了荷蘭U21國家隊參加2021年歐洲U-21足球錦標賽，幫助球隊進入前四名。
由於父母的關係，馬拉夏還可以選擇為庫拉索或蘇里南出賽，他甚至一度得到了庫拉索國家隊的徵召，入選了初選名單參加2021年美洲金盃。但最終入選荷蘭國家隊進入了對陣挪威、土耳其和黑山的2022年世界盃外圍賽大名單。
2022年世界盃外圍賽荷蘭主場對陣黑山，馬拉夏進入首發名單，完成荷蘭國家隊首秀。
2022年11月，馬拉夏獲选入2022年世界盃荷蘭的最終26人名單

## 榮譽
飛燕諾
- 荷蘭盃冠军：2017–18
- 告魯夫盾冠軍：2018

曼聯
- 英格兰联赛盃冠军：2022–23

PSV燕豪芬
- 荷蘭甲組足球聯賽冠军：2024–25[10]

## 外部連結
- worldfootball.net：蒂雷爾·馬拉夏之統計數據 （英文）
- Soccerway資料庫：蒂雷爾·馬拉夏
- 蒂雷爾·馬拉夏－UEFA國際賽競賽紀錄
- Feyenoord profile （页面存档备份，存于）